# (19476) Denduluri
(19476) Denduluri (1998 HQ94) – planetoida z grupy pasa głównego asteroid okrążająca Słońce w ciągu 4,55 lat w średniej odległości 2,75 j.a. Odkryta 21 kwietnia 1998 roku.